# Frederik Casimir van Palts-Landsberg
Frederik Casimir van Palts-Landsberg (Zweibrücken, 10 juni 1585 – Montfort, 30 september 1645) was van 1604 tot aan zijn dood vorst van Palts-Landsberg. Hij behoorde tot het huis Palts-Zweibrücken.

## Levensloop
Frederik Casimir was de tweede zoon van vorst Johan I van Palts-Zweibrücken uit diens huwelijk met Magdalena, dochter van hertog Willem V van Kleef.
Na de dood van zijn vader in 1604 werd het vorstendom Palts-Zweibrücken verdeeld tussen Frederik Casimir, zijn oudere broer Johan II van Palts-Zweibrücken en zijn jongere broer Johan Casimir van Palts-Kleeburg. Frederik Casimir kreeg het hertogdom Palts-Landsberg, bestaande uit het ambt en de burcht van Landsberg, die Frederik Casimir moderniseerde.
Tijdens de Dertigjarige Oorlog werden zijn gebieden meermaals geplunderd: in 1620 door de Spaanse troepen, in 1631 door Zweedse troepen en in 1635 door Kroatische troepen in dienst van het Keizerlijk Leger. In die periode vluchtten Frederik Casimir en zijn gezin naar de burcht van Montfort in Bourgondië, die zijn echtgenote Emilia van haar vader had geërfd.
Frederik Casimir overleed in september 1645 in Montfort, op 60-jarige leeftijd. Zijn echtgenote mocht de burcht van Montfort blijven gebruiken als weduweresidentie.

## Huwelijk en nakomelingen
Op 4 juli 1616 huwde hij met Emilia Antwerpiana van Nassau (1581-1657), dochter van prins Willem van Oranje. Ze kregen drie kinderen:
- Frederik (1617)
- Frederik Lodewijk (1619-1681), vorst van Palts-Landsberg en Palts-Zweibrücken.
- Karel Hendrik (1622-1623)

## Voorouders
| Overgootouders                                   | Lodewijk II van Palts-Zweibrücken (1502-1532) ∞ Elisabeth van Hessen (1503-1563) | Lodewijk II van Palts-Zweibrücken (1502-1532) ∞ Elisabeth van Hessen (1503-1563) | Filips I van Hessen (1504–1567) ∞ Christina van Saksen(-)                   | Filips I van Hessen (1504–1567) ∞ Christina van Saksen(-)                   | Johan III van Kleef (1490-1539) ∞ 1451 Maria van Gullik (1491-1543)         | Johan III van Kleef (1490-1539) ∞ 1451 Maria van Gullik (1491-1543)         | Keizer Ferdinand I (1503-1564) ∞ 1521 Anna van Bohemen en Hongarije (1503–1547) | Keizer Ferdinand I (1503-1564) ∞ 1521 Anna van Bohemen en Hongarije (1503–1547) |
| Grootouders                                      | Wolfgang van Palts-Zweibrücken (1526-1569) ∞ Anna van Hessen (1529-1591)         | Wolfgang van Palts-Zweibrücken (1526-1569) ∞ Anna van Hessen (1529-1591)         | Wolfgang van Palts-Zweibrücken (1526-1569) ∞ Anna van Hessen (1529-1591)    | Wolfgang van Palts-Zweibrücken (1526-1569) ∞ Anna van Hessen (1529-1591)    | Willem V van Kleef (1516-1592) ∞ 1451 Maria van Oostenrijk (1531-1581)      | Willem V van Kleef (1516-1592) ∞ 1451 Maria van Oostenrijk (1531-1581)      | Willem V van Kleef (1516-1592) ∞ 1451 Maria van Oostenrijk (1531-1581)          | Willem V van Kleef (1516-1592) ∞ 1451 Maria van Oostenrijk (1531-1581)          |
| Ouders                                           | Johan I van Palts-Zweibrücken (1550-1604) ∞ Magdalena van Kleef (1553-1633)      | Johan I van Palts-Zweibrücken (1550-1604) ∞ Magdalena van Kleef (1553-1633)      | Johan I van Palts-Zweibrücken (1550-1604) ∞ Magdalena van Kleef (1553-1633) | Johan I van Palts-Zweibrücken (1550-1604) ∞ Magdalena van Kleef (1553-1633) | Johan I van Palts-Zweibrücken (1550-1604) ∞ Magdalena van Kleef (1553-1633) | Johan I van Palts-Zweibrücken (1550-1604) ∞ Magdalena van Kleef (1553-1633) | Johan I van Palts-Zweibrücken (1550-1604) ∞ Magdalena van Kleef (1553-1633)     | Johan I van Palts-Zweibrücken (1550-1604) ∞ Magdalena van Kleef (1553-1633)     |
| Frederik Casimir van Palts-Landsberg (1585-1635) |                                                                                  |                                                                                  |                                                                             |                                                                             |                                                                             |                                                                             |                                                                                 |                                                                                 |